# Société anonyme des Charbonnages de l'Espérance et Bonne-Fortune
Pour les articles homonymes, voir Charbonnage de l'Espérance.

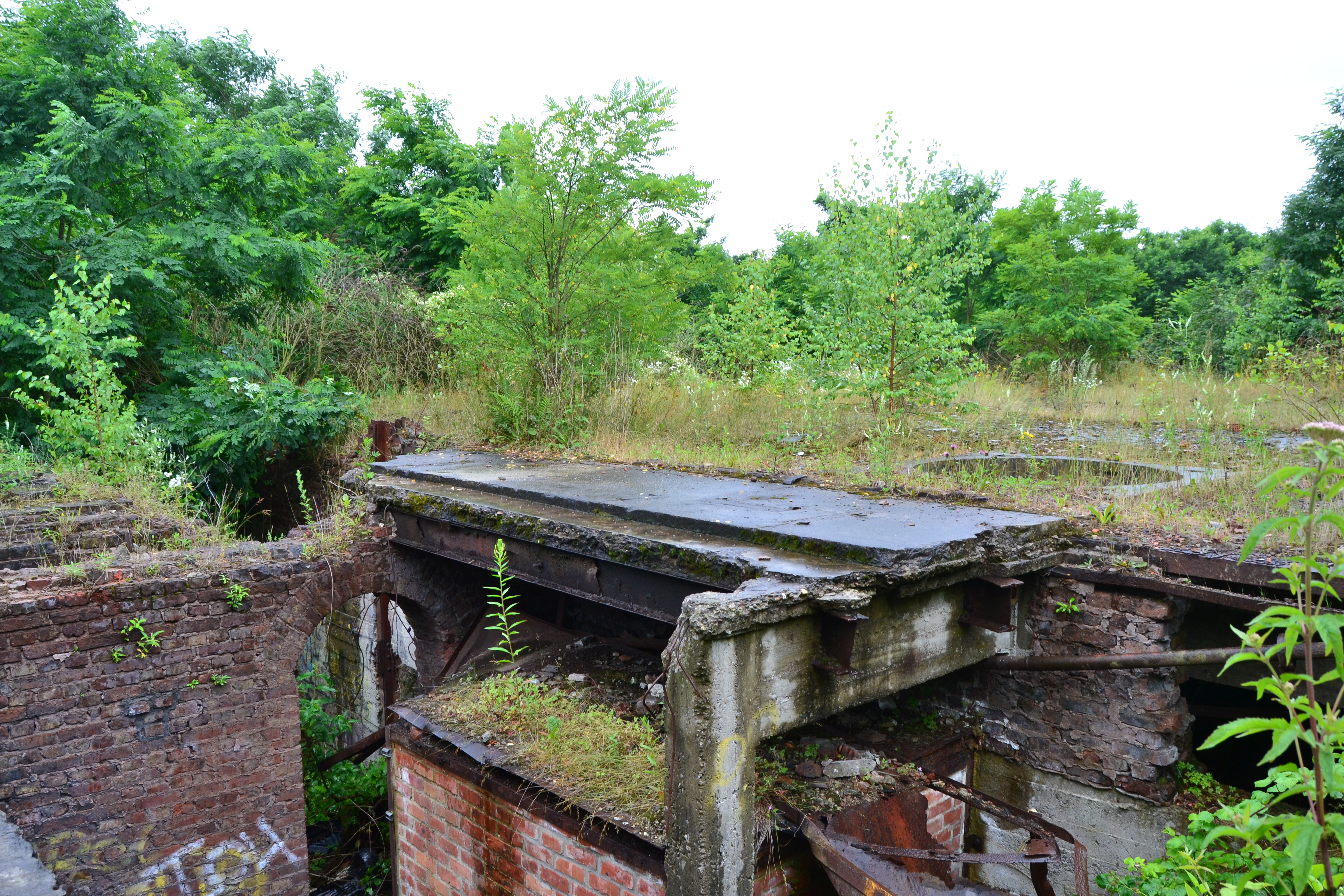
Ruines de l'ancienne fosse de Saint-Nicolas (ou Bure al djote) à Saint-Nicolas

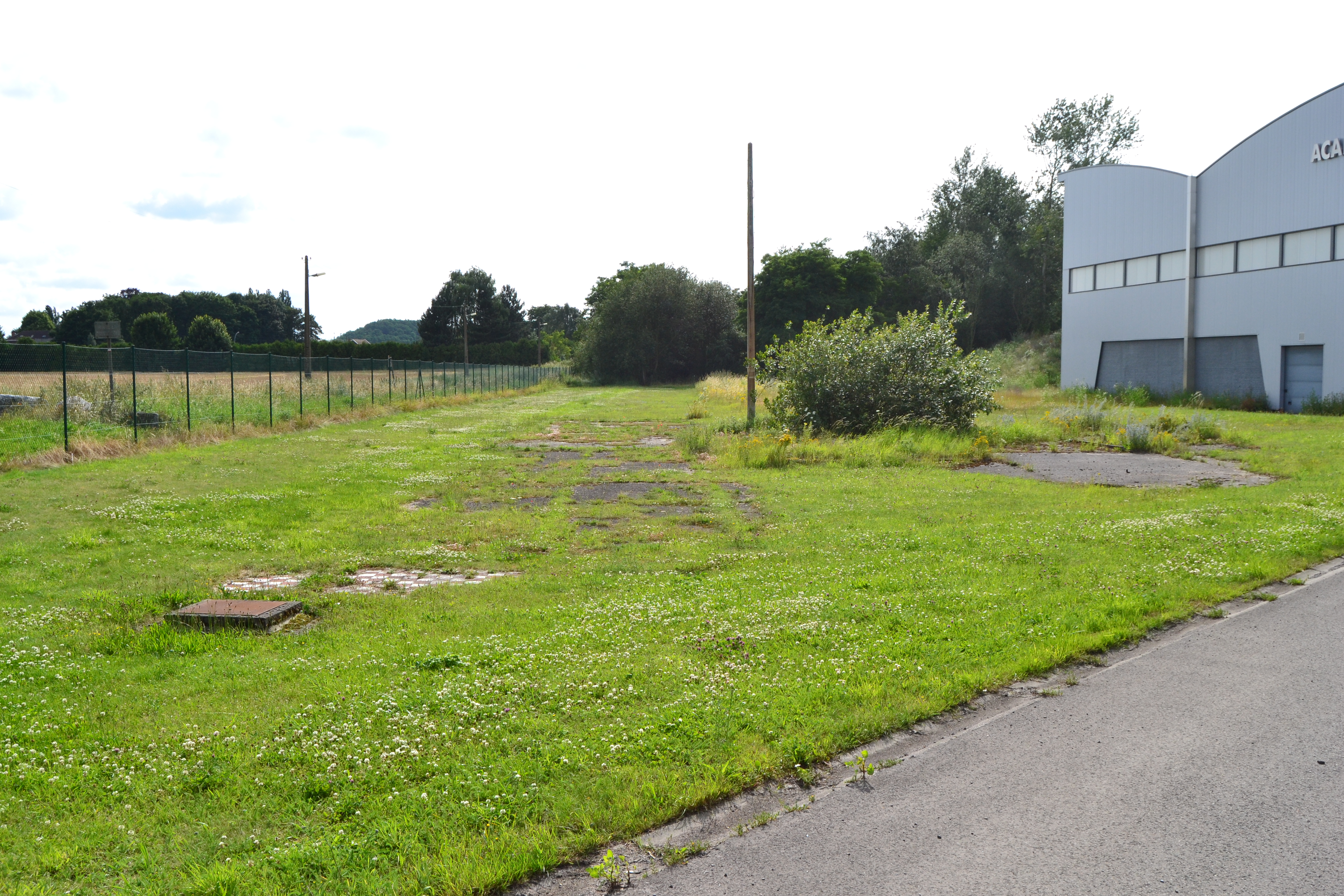
Ancien site du charbonnage de Bonne Fortune

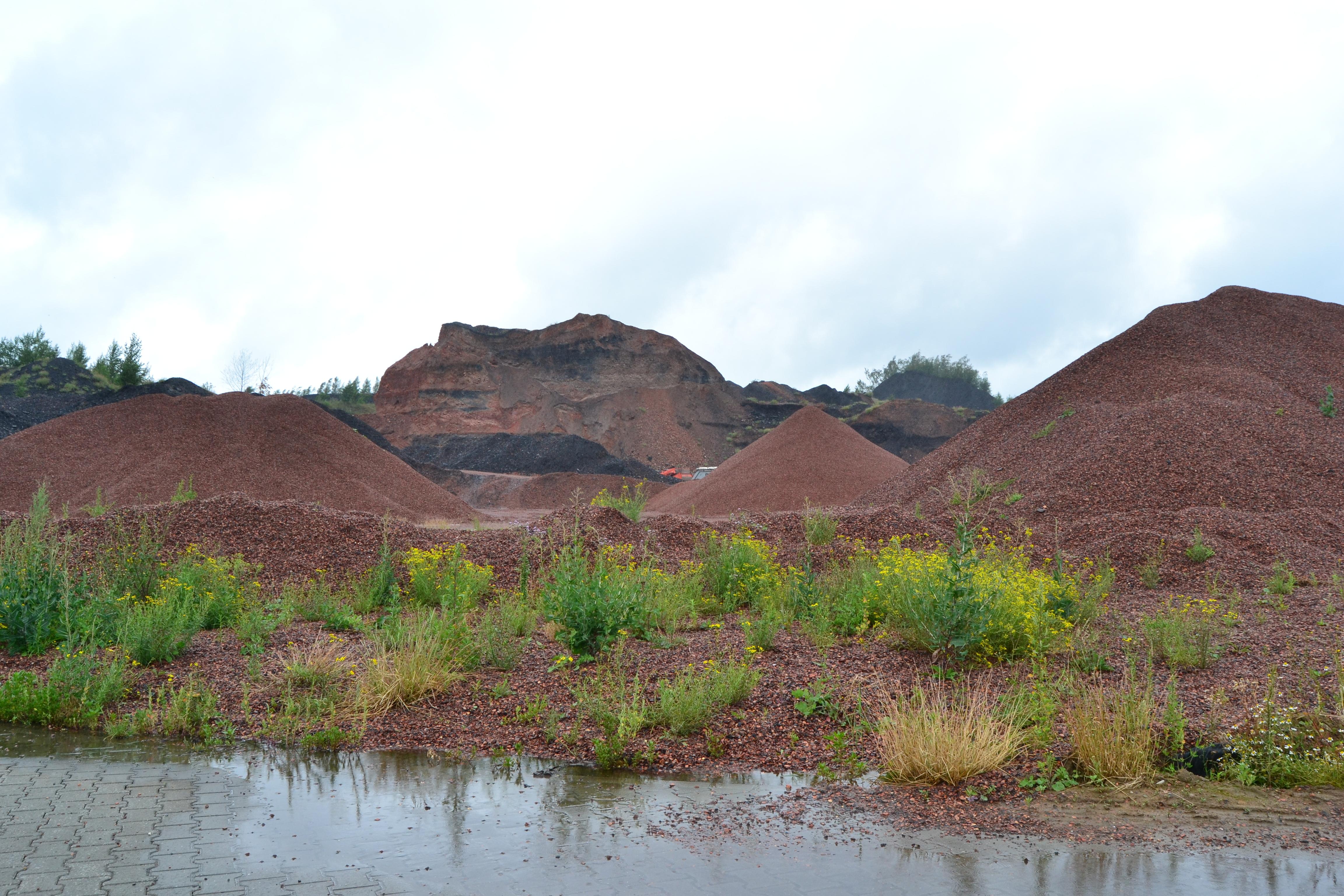
Le terril du charbonnage de Bonne Fortune en exploitation

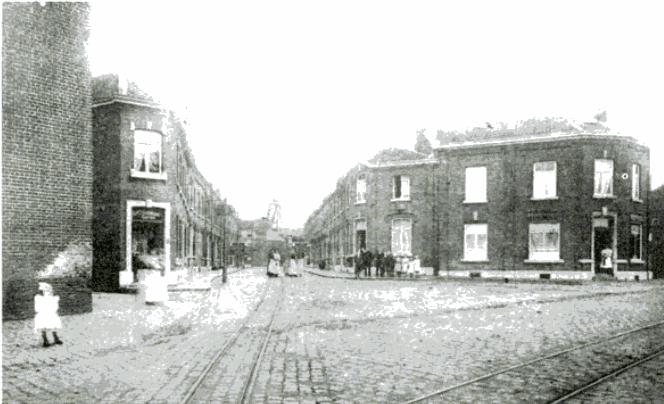
Ancienne entrée du Charbonnage de l'Espérance fin XIXe siècle-début XXe siècle

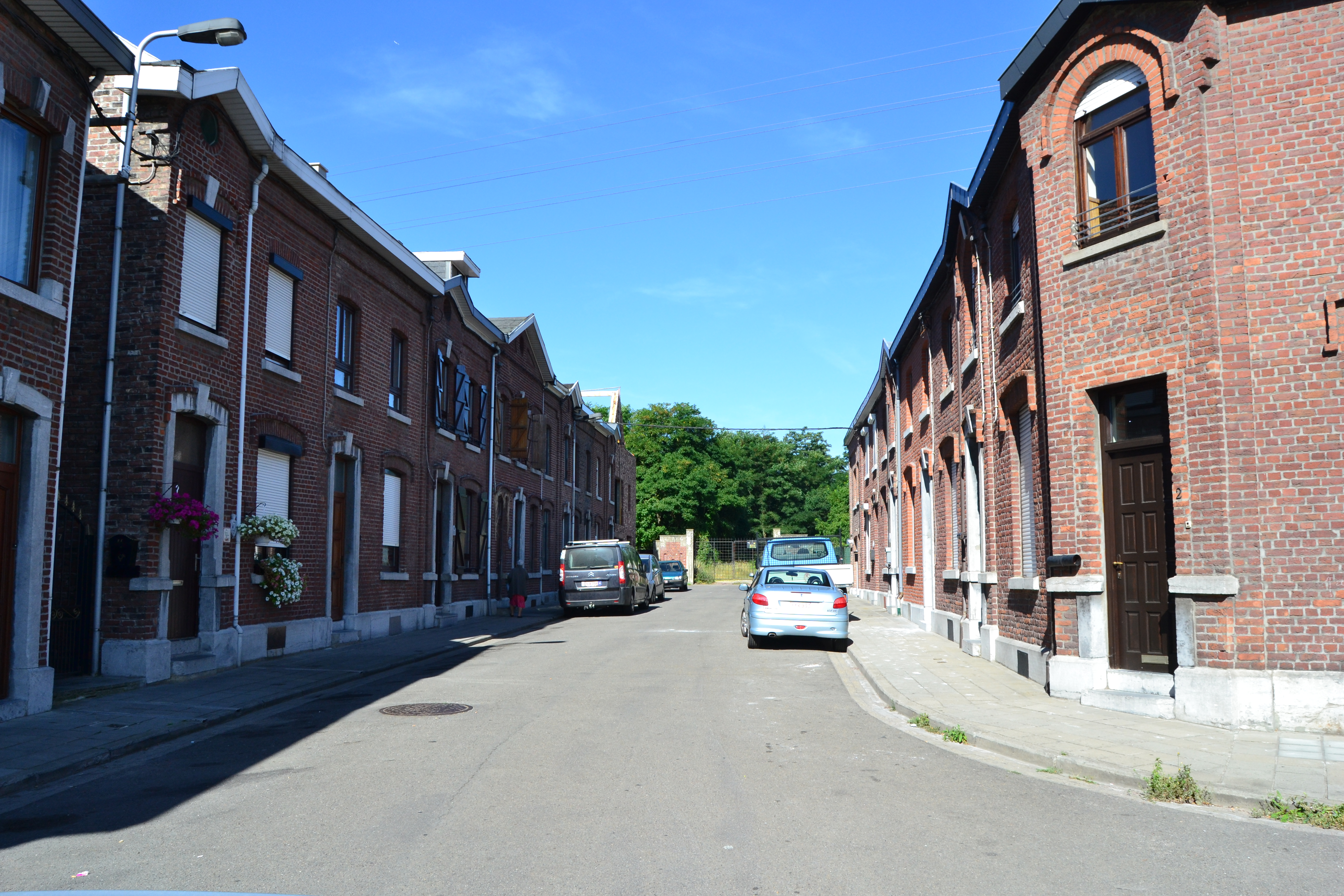
« Impasse de l'Espérance », le même endroit en 2012

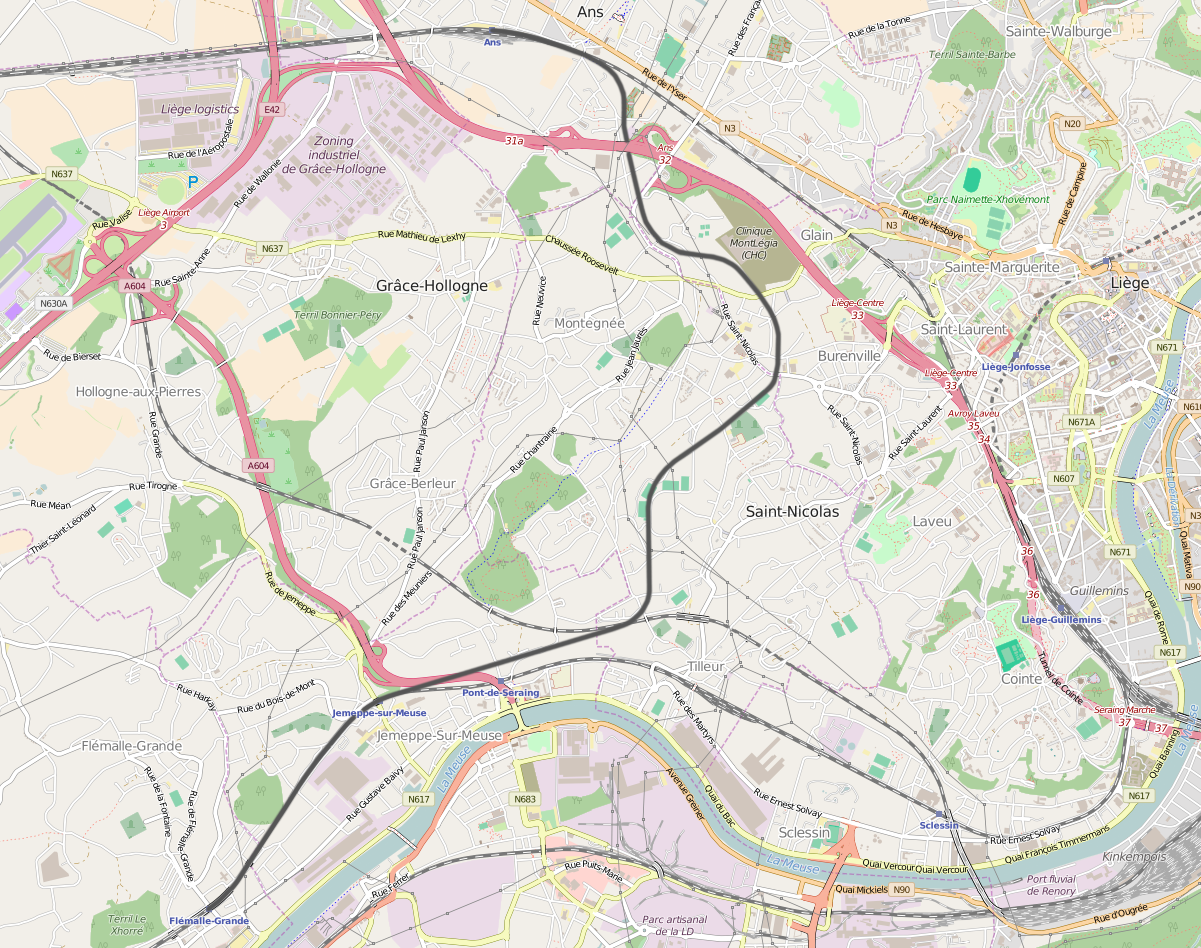
En noir l'ancienne voie de chemin de fer 32. Aux environs de son parcours le plus oriental, la concession de l'Espérance et Bonne-Fortune

La Société anonyme des Charbonnages de l'Espérance et Bonne-Fortune est une ancienne société d'exploitation de charbonnages de la région belge de Liège. Sa concession d'activité se situait sur le territoire au nord-ouest du centre de la ville, sur les anciennes communes de  Saint-Nicolas, Montegnée (dorénavant Saint-Nicolas) et Ans,.
La concession se trouvait au sud et à l'ouest de celle des Charbonnages de Patience et Beaujonc, et au nord et à l'est de celle des Charbonnages de Gosson-Kessales. La concession de la Société anonyme des Charbonnages du Bonnier se trouvait à l'ouest.

## Histoire

### Société de l'Espérance
La société de l'Espérance trouve ses racines par les très nombreuses fosses d'exploitation de la houille ouvertes sur le territoire de Saint-Nicolas et des environs sous l'Ancien Régime (alors territoire de la principauté ecclésiastique de Liège). Plusieurs d'entre elles portaient le nom de l' Espérance, dont l'une connue depuis le XVIIe siècle. Équipée d'une « machine à feu » (machine de Newcomen) pour l'exhaure, la concession fut conservée sous le Premier Empire français en 1800 et 1802, puis sous le royaume uni des Pays-Bas en 1817 et 1825. L'arrêté royal du 8 mars 1825 octroie à la Société de l'Espérance une concession de « 154 bonniers 61 perches » sous les communes de Montegnée, Saint-Nicolas et Ans. Deux extensions, de « 33 bonniers » et « 15 bonniers 26 perches » sous Saint-Nicolas et Montegnée furent ensuite octroyée en 1827.
La fosse de l'Espérance (aussi connue sous le nom de fosse du Greffier) prendra progressivement le nom de fosse de Vieille Espérance, à la suite du creusement de la fosse de l'Espérance voisine et de la fosse de Nouvelle Espérance plus au sud. La Société de l'Espérance exploitait donc en 1825 3 fosses : la bure du Plancher, la Grande bure, et la fosse de Nouvelle Espérance. Le site de la Nouvelle Espérance fut relié au chemin de fer qui rejoignait la ligne Liège-Bruxelles à Ans.
Un nouveau siège fut créé à partir 1870 pour l'exploitation de la partie su-est de la concession le long de la voie de chemin de fer Ans-Flémalle : la fosse de Saint-Nicolas, surnommée Beûr al djote L'exploitation ne fut cependant que pleinement effective qu'en 1884, les puits étant menacés par les eaux, il fallut attendre 
l'installation d'une machine de pompage.

### Société de la Bonne Fortune
La concession de la Société de la Bonne Fortune fut accordée le 25 août 1838 pour un total de 167ha 1a 78ca sous les communes de Grace-Montegnée, Hollogne, Loncin et Ans. Deux groupes d'investisseurs concurrents avaient d'abord déposé des demandes sur ce territoire en 1828 et 1829, qui finirent par s'entendre pour constituer une société commune. Une extension vers le nord de 79ha 96a 14ca sur les mêmes communes fut accordée en 1843.

### Société anonyme des Charbonnages de l'Espérance et Bonne-Fortune
La Société de l'Espérance acquiert les actifs de Société de la Bonne Fortune en juillet 1875, pour créer la Société anonyme des Charbonnages de l'Espérance et Bonne-Fortune, constituée par acte notarié le 19 mai 1879. 
Deux extensions seront acquise en 1887 (1ha 38a sous Grace-Berleur) et 1898 (45ha sous Grace-Berleur et Montegnée, soit la partie nord de la concession Gosson-Lagasse). La concession s'étendra alors sur une superficie totale de 494ha 20a et 92ca.
L'exploitation au XXe siècle se poursuivra par trois sites :  Bonne-Fortune (fermé en 1962), Espérance (fermé en 1973) et Saint-Nicolas (ou Beûr al djote, fermé en 1974). Le charbon extrait de Bonne-Fortune et Espérance était amené par une galerie souterraine au siège Saint-Nicolas où se trouvaient les lavoirs à charbon, pour entreposage et expédition (notamment par la voie de chemin de fer proche). Les matériaux stériles étaient envoyés par une autre galerie vers le terril Bonne Fortune.
La société sera également à l'origine en 1909 de la création d'un dispensaire, avec les sociétés de charbonnage de Patience et Beaujonc et de Bonne-Fin et Bâneux
, qui deviendra la Clinique de l'Espérance. En mars 2020, son activité et celles des cliniques Saint-Joseph et Saint-Vincent, ont été transférées à la Clinique CHC MontLégia, nouvel hôpital construit sur le terrain de l'ancien charbonnage de Patience et Beaujonc,,. 
La belle-fleur de Saint-Nicolas fut la dernière de la région liégeoise, détruite en 1985 (certaines subsistent cependant en périphérie, dont à Blegny-Mine, Hasard à Cheratte, Halette et Bas-Bois).

## De nos jours
L'ancienne voie de chemin de fer 32 (nl)  a été transformée en voie cycliste et piétonne RAVeL. Celle-ci, ouverte en 1868, permettait de desservir directement le site Saint-Nicolas.
La ligne 32A (nl) desservait le siège de l'Espérance, et plus à l'ouest les sites du Gosson et du Bonnet. La ligne 32B (nl) desservait le siège de Bonne Fortune et plus loin le site du Bonnier. 
Les bâtiments des trois sièges ont été entièrement détruits. Le siège Bonne Fortune accueille un parc industriel, où l'on remarque encore au sol la trace des anciens bâtiments. Le terril de Bonne-Fortune, en partie brulé et situé à proximité, est désormais largement exploité.
Le site de Saint-Nicolas est toujours en friche, et les fondations toujours visibles. Le siège Espérance, dont l'entrée se trouvait au bout de l'Impasse de l'Espérance, est désormais occupé par un transformateur électrique.

## Géolocalisation des anciens sites d'exploitation[1]
- Siège social : 50° 38′ 36″ N, 5° 31′ 52″ E
- Clinique de l'Espérance : 50° 38′ 28″ N, 5° 32′ 03″ E
  - Bonne Fortune : 50° 39′ 02″ N, 5° 30′ 54″ E
  - Espérance : 50° 38′ 36″ N, 5° 31′ 52″ E
  - Saint-Nicolas : 50° 38′ 31″ N, 5° 32′ 18″ E

## Terrils[10],[11]
- Bonne Espérance et Bonne Fortune - 50° 39′ 05″ N, 5° 30′ 23″ E - (en exploitation)
- Bonne Fortune 2 - 50° 39′ 03″ N, 5° 30′ 42″ E - (disparu)
- Espérance 3 - 50° 38′ 29″ N, 5° 31′ 35″ E - (inexploité)
- Saint-Nicolas 4 - 50° 38′ 40″ N, 5° 32′ 42″ E - (disparu)

## Sources
- André De Bruyn, Anciennes Houillères de la région liégeoise, Liège, Dricot, 1988, 208 p. (ISBN 2-87095-058-6)
- Didier Funken, Le Chemin de Fer en Hesbaye Liégeoise, Bruxelles, Patrimoine Ferroviaire Touristique, 1998, 160 p.